# Skorotice
Skorotice (německy Skorotitz) jsou obec v okrese Žďár nad Sázavou v kraji Vysočina. Žije zde 126 obyvatel.

## Části obce
- Skorotice
- Chlébské

## Historie
První písemná zmínka o obci pochází z roku 1309.
V letech 2006–2010 působila jako starostka Ludmila Baksová, od roku 2010 tuto funkci zastává Ing. Roman Knop.
| Rok            | 1869 | 1880 | 1890 | 1900 | 1910 | 1921 | 1930 | 1950 | 1961 | 1970 | 1980 | 1991 | 2001 | 2006 | 2014 |
| Počet obyvatel | 373  | 369  | 423  | 439  | 438  | 432  | 428  | 353  | 328  | 287  | 205  | 152  | 138  | 150  | 136  |

## Rodáci
- Karel Láznička (1928–2010), volejbalista

## Pamětihodnosti
- Kaplička svatého Jana Nepomuckého na návsi

## Galerie

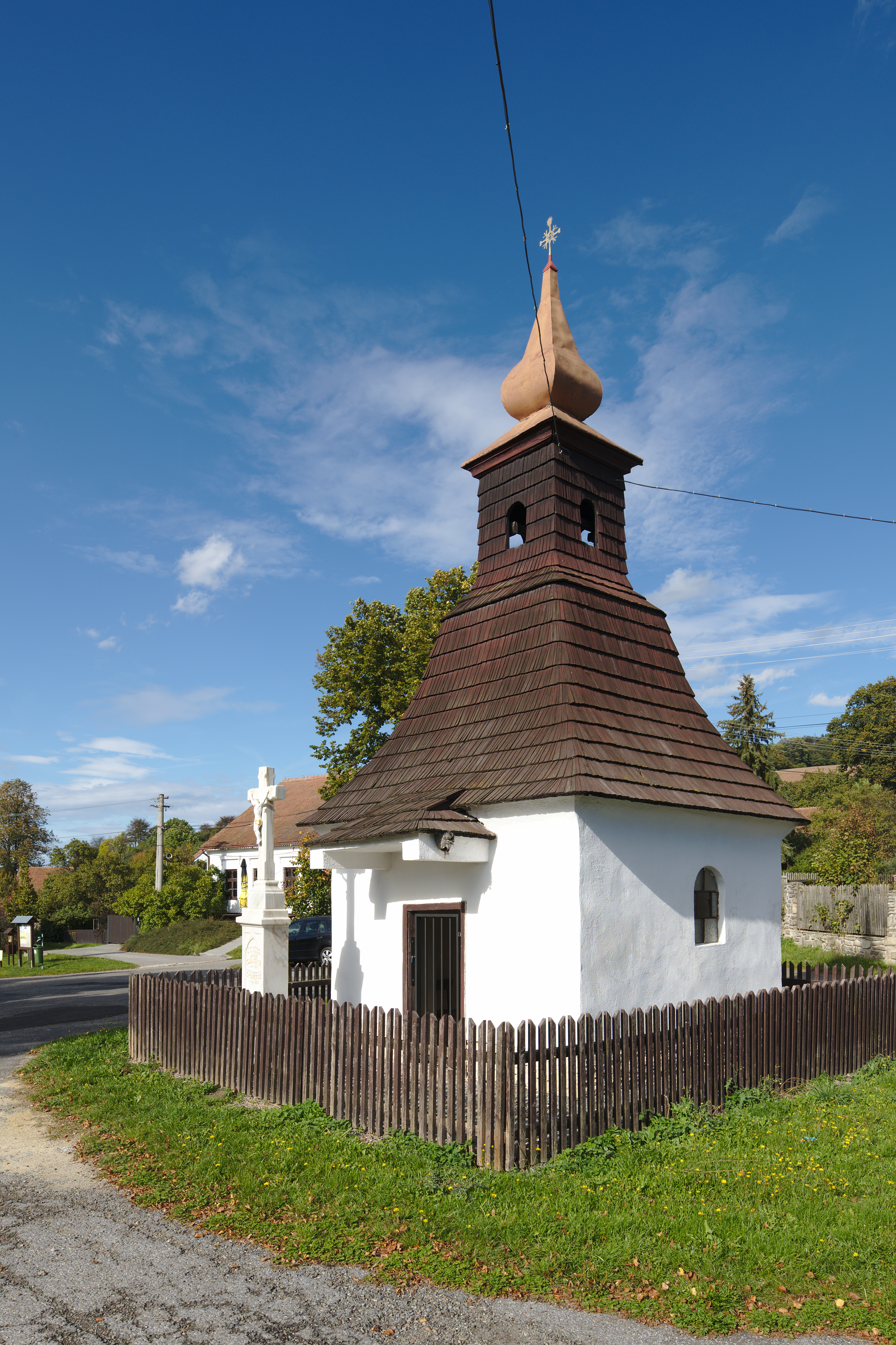
Kaple na návsi
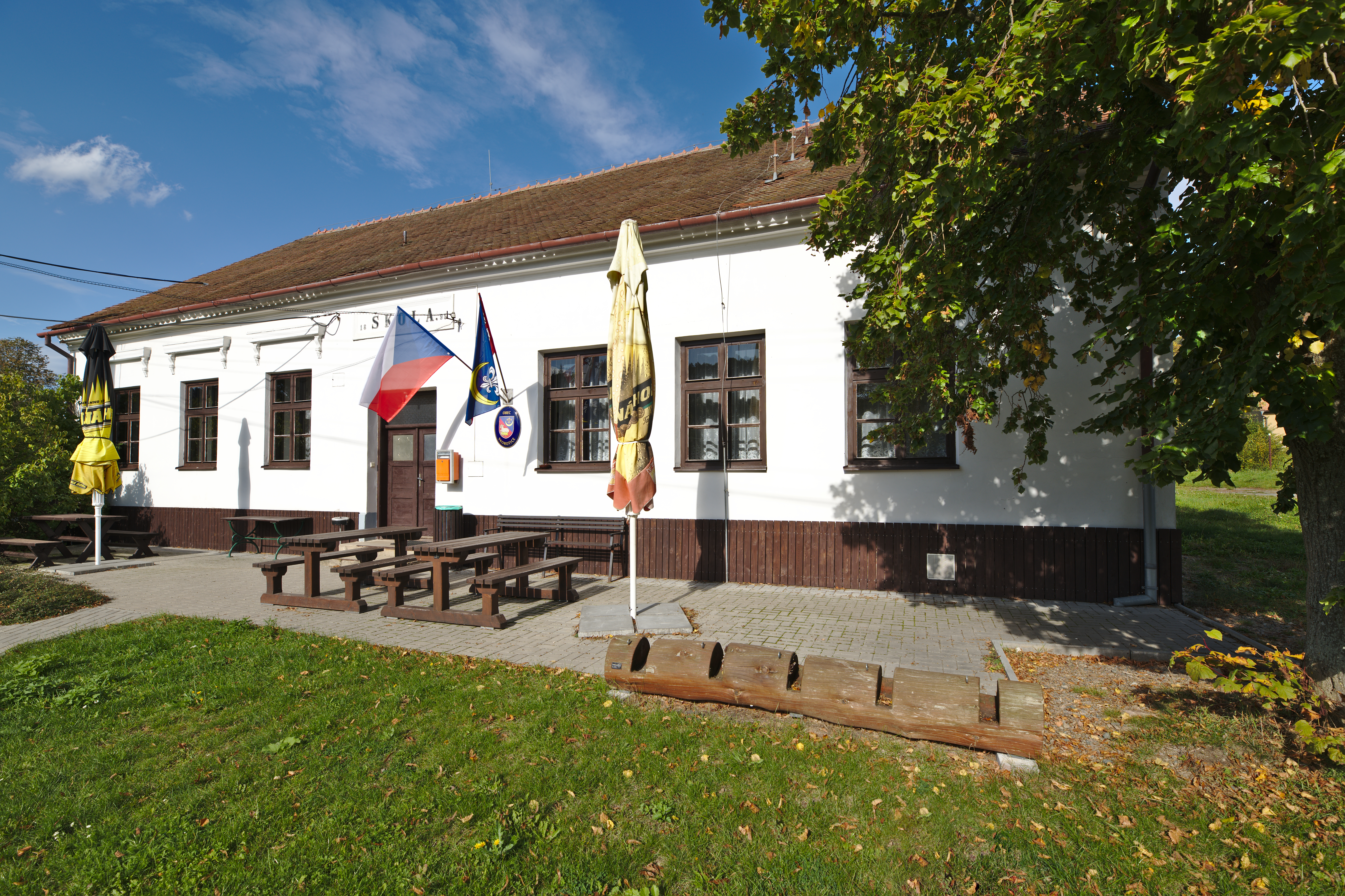
Obecní úřad
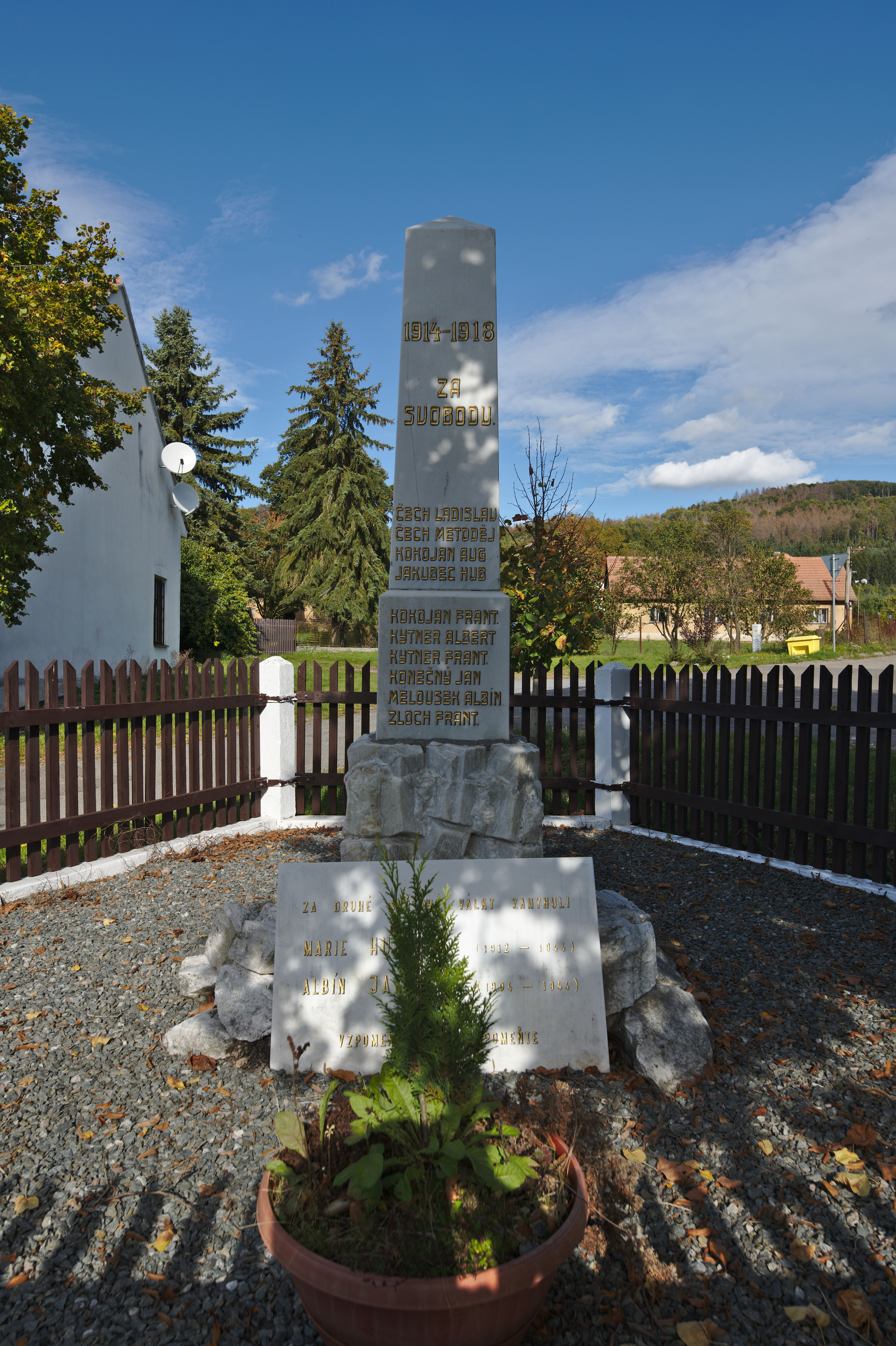
Pomník padlým